# Discografia di Olivia Newton-John
La discografia di Olivia Newton-John (1948-2022) è composta da 26 album registrati in studio, 14 raccolte, 6 colonne sonore e 6 album dal vivo.

## Album

### Album in studio
| Album | Posizioni massime in classifica | Posizioni massime in classifica | Posizioni massime in classifica | Posizioni massime in classifica | Posizioni massime in classifica | Posizioni massime in classifica | Posizioni massime in classifica | Posizioni massime in classifica | Posizioni massime in classifica | Posizioni massime in classifica | Posizioni massime in classifica | Certificazioni                                                    |
| Album | AUS                             | CAN                             | GER                             | JPN                             | ITA                             | NOR                             | NL                              | NZ                              | SVE                             | UK                              | USA                             | Certificazioni                                                    |
| --- | ------------------------------- | ------------------------------- | ------------------------------- | ------------------------------- | ------------------------------- | ------------------------------- | ------------------------------- | ------------------------------- | ------------------------------- | ------------------------------- | ------------------------------- | ----------------------------------------------------------------- |
| If Not for You - Pubblicazione: 1 novembre 1971 - Etichetta: Festival/UNI (MCA) - Formati: vinile, musicassetta, CD, download digitale         | 14                              | —                               | —                               | —                               | —                               | —                               | —                               | —                               | —                               | —                               | 158                             | - Stati Uniti: Oro                                                |
| Olivia - Pubblicazione: 11 agosto 1972 - Etichetta: Festival - Formati: vinile, musicassetta, CD, download digitale                            | —                               | —                               | —                               | —                               | —                               | —                               | —                               | —                               | —                               | —                               | —                               |                                                                   |
| Let Me Be There - Pubblicazione: 20 marzo 1973 - Etichetta: MCA - Formati: vinile, musicassetta, CD, Stereo8, download digitale                | —                               | 39                              | —                               | 25                              | —                               | —                               | —                               | —                               | —                               | 37                              | 54                              | - Stati Uniti: Oro - Canada: Oro - Giappone:Oro                   |
| Long Live Love - Pubblicazione: 24 giugno 1974 - Etichetta: EMI - Formati: vinile, musicassetta, CD, download digitale                         | 19                              | —                               | —                               | —                               | —                               | —                               | —                               | —                               | —                               | 40                              | —                               |                                                                   |
| Have You Never Been Mellow - Pubblicazione: 12 febbraio 1975 - Etichetta: MCA - Formati: vinile, musicassetta, CD, Stereo8, download digitale  | 13                              | 3                               | —                               | 4                               | —                               | —                               | —                               | 20                              | —                               | 37                              | 1                               | - Stati Uniti: Oro - Canada: 2x Platino - Giappone:Oro            |
| Clearly Love - Pubblicazione: 30 settembre 1975 - Etichetta: MCA - Formati: vinile, musicassetta, CD, Stereo8, download digitale               | 50                              | 39                              | —                               | 3                               | —                               | —                               | —                               | 34                              | —                               | —                               | 12                              | - Canada: Platino - Giappone:Oro                                  |
| Come on Over - Pubblicazione: 29 febbraio 1976 - Etichetta: MCA - Formati: vinile, musicassetta, CD, Stereo8, download digitale                | 29                              | 30                              | —                               | 2                               | —                               | —                               | —                               | 12                              | —                               | 49                              | 13                              | - Stati Uniti: Oro - Canada: Oro - Giappone:Oro                   |
| Don't Stop Believin' - Pubblicazione: 30 ottobre 1976 - Etichetta: MCA - Formati: vinile, musicassetta, CD, Stereo8, download digitale         | 88                              | 56                              | —                               | 3                               | —                               | —                               | —                               | —                               | —                               | —                               | 30                              | - Stati Uniti: Oro - Canada: Oro                                  |
| Making a Good Thing Better - Pubblicazione: 3 novembre 1977 - Etichetta: MCA - Formati: vinile, musicassetta, CD, Stereo8, download digitale   | 71                              | 33                              | —                               | 3                               | —                               | —                               | —                               | —                               | —                               | 60                              | 34                              | - Canada: Oro - Giappone:Oro                                      |
| Totally Hot - Pubblicazione: 22 novembre 1978 - Etichetta: MCA - Formati: vinile, musicassetta, CD, Stero8, download digitale                  | 7                               | 5                               | —                               | 9                               | —                               | 4                               | 5                               | 18                              | 9                               | 30                              | 7                               | - Stati Uniti: Platino - Regno Unito: Oro - Canada: Platino       |
| Physical - Pubblicazione: 13 ottobre 1981 - Etichetta: MCA - Formati: vinile, musicassetta, CD, Stereo8, download digitale                     | 3                               | 3                               | 30                              | 5                               | 13                              | 8                               | 9                               | 8                               | 3                               | 11                              | 6                               | - Stati Uniti: 2x Platino - Regno Unito: Oro - Canada: 4x Platino |
| Soul Kiss - Pubblicazione: 25 ottobre 1985 - Etichetta: MCA - Formati: vinile, musicassetta, CD, Stereo8, download digitale                    | 11                              | 34                              | 54                              | 5                               | —                               | —                               | 36                              | 43                              | 46                              | 66                              | 29                              | - Stati Uniti: Oro                                                |
| The Rumour - Pubblicazione: 2 agosto 1988 - Etichetta: MCA - Formati: vinile, musicassetta, CD, download digitale                              | 30                              | 94                              | —                               | 31                              | —                               | —                               | 96                              | —                               | —                               | —                               | 67                              |                                                                   |
| Warm and Tender - Pubblicazione: 9 settembre 1989 - Etichetta: Geffen - Formati: vinile, musicassetta, CD, download digitale                   | 109                             | —                               | —                               | 43                              | —                               | —                               | —                               | —                               | —                               | —                               | 124                             |                                                                   |
| Gaia: One Woman's Journey - Pubblicazione: 26 luglio 1994 - Etichetta: Festival - Formati: musicassetta, CD, download digitale                 | 7                               | —                               | —                               | —                               | —                               | —                               | —                               | —                               | —                               | 33                              | —                               |                                                                   |
| Back with a Heart - Pubblicazione: 12 maggio 1998 - Etichetta: MCA - Formati: musicassetta, CD, download digitale                              | 66                              | —                               | —                               | —                               | —                               | —                               | —                               | —                               | —                               | —                               | 59                              |                                                                   |
| 'Tis the Season (con Vince Gill) - Pubblicazione: 1 settembre 2000 - Etichetta: Hallmark - Formati: CD                                         | —                               | —                               | —                               | —                               | —                               | —                               | —                               | —                               | —                               | —                               | —                               |                                                                   |
| (2) - Pubblicazione: 12 novembre 2002 - Etichetta: Festival - Formati: CD                                                                      | 5                               | —                               | —                               | —                               | —                               | —                               | —                               | —                               | —                               | —                               | —                               |                                                                   |
| Indigo: Women of Song - Pubblicazione: 17 ottobre 2004 - Etichetta: Festival - Formati: CD                                                     | 15                              | —                               | —                               | —                               | —                               | —                               | —                               | —                               | —                               | 27                              | —                               |                                                                   |
| Stronger Than Before - Pubblicazione: 1 settembre 2005 - Etichetta: Warner - Formati: CD, download digitale                                    | 39                              | —                               | —                               | —                               | —                               | —                               | —                               | —                               | —                               | —                               | —                               |                                                                   |
| Grace and Gratitude - Pubblicazione: 25 agosto 2006 - Etichetta: EMI - Formati: CD, download digitale                                          | 86                              | —                               | —                               | —                               | —                               | —                               | —                               | —                               | —                               | —                               | —                               |                                                                   |
| Christmas Wish - Pubblicazione: 1 ottobre 2007 - Etichetta: Warner - Formati: CD, download digitale                                            | —                               | —                               | —                               | —                               | —                               | —                               | —                               | —                               | —                               | —                               | 187                             |                                                                   |
| A Celebration in Song (Olivia Newton-John & Friends) - Pubblicazione: 3 giugno 2008 - Etichetta: Warner - Formati: CD, download digitale       | —                               | —                               | —                               | —                               | —                               | —                               | —                               | —                               | —                               | —                               | —                               |                                                                   |
| This Christmas (con John Travolta) - Pubblicazione: 9 novembre 2012 - Etichetta: Universal - Formati: CD, download digitale                    | 33                              | —                               | —                               | —                               | —                               | —                               | —                               | —                               | —                               | —                               | 81                              |                                                                   |
| Liv On (con Amy Sky e Beth Nielsen Chapman) - Pubblicazione: 7 ottobre 2016 - Etichetta: Sony Music Australia - Formati: CD, download digitale | 72                              | —                               | —                               | —                               | —                               | —                               | —                               | —                               | —                               | —                               | —                               |                                                                   |
| Friends for Christmas (con John Farnham) - Pubblicazione: 11 novembre 2016 - Etichetta: Sony Music Australia - Formati: CD, download digitale  | 1                               | —                               | —                               | —                               | —                               | —                               | —                               | —                               | —                               | —                               | —                               |                                                                   |
| "—" indica che l'album non si è classificato in quel Paese.                                                                                    |                                 |                                 |                                 |                                 |                                 |                                 |                                 |                                 |                                 |                                 |                                 |                                                                   |

### Album dal vivo
| Dettagli | Posizioni massime in classifica | Posizioni massime in classifica |
| Dettagli | AUS                             | JPN                             |
| --- | ------------------------------- | ------------------------------- |
| Love Performance - Pubblicazione: 1981 - Etichetta: EMI Japan - Formati: vinile, musicassetta                                                         | —                               | 52                              |
| Highlights from The Main Event (con John Farnham e Anthony Warlow) - Pubblicazione: 3 dicembre 1998 - Etichetta: Festival - Formati: musicassetta, CD | 1                               | —                               |
| One Woman's Live Journey - Pubblicazione: 19 settembre 2000 - Etichetta: Festival - Formati: CD                                                       | 41                              | —                               |
| Olivia's Live Hits - Pubblicazione: 15 gennaio 2008 - Etichetta: EMI - Formati: CD, download digitale                                                 | —                               | —                               |
| Summer Nights: Live in Las Vegas - Pubblicazione: 3 marzo 2015 - Etichetta: ONJ Productions - Formati: 2CD, download digitale                         | —                               | —                               |
| Two Strong Hearts Live (con John Farnham) - Pubblicazione: 26 giugno 2015 - Etichetta: Sony Music Australia - Formati: CD, download digitale          | 1                               | —                               |
| "—" indica che l'album non si è classificato in quel Paese.                                                                                           |                                 |                                 |

### Raccolte
| Dettagli | Posizioni massime in classifica | Posizioni massime in classifica | Posizioni massime in classifica | Posizioni massime in classifica | Posizioni massime in classifica | Posizioni massime in classifica | Posizioni massime in classifica | Posizioni massime in classifica | Posizioni massime in classifica | Posizioni massime in classifica | Certificazioni                                                        |
| Dettagli | AUS                             | BEL                             | CAN                             | GER                             | JPN                             | NOR                             | NL                              | NZ                              | UK                              | USA                             | Certificazioni                                                        |
| --- | ------------------------------- | ------------------------------- | ------------------------------- | ------------------------------- | ------------------------------- | ------------------------------- | ------------------------------- | ------------------------------- | ------------------------------- | ------------------------------- | --------------------------------------------------------------------- |
| If You Love Me, Let Me Know - Pubblicazione: 28 maggio 1974 - Etichetta: MCA - Formati: vinile, musicassetta, CD, Stereo8                            | —                               | —                               | 1                               | —                               | —                               | —                               | —                               | —                               | —                               | 1                               | - Stati Uniti: Oro - Canada: 2x Platino                               |
| First Impressions - Pubblicazione: 1974 - Etichetta: Festival - Formati: vinile, musicassetta, CD                                                    | 3                               | —                               | —                               | —                               | —                               | —                               | —                               | 2                               | —                               | —                               |                                                                       |
| Cristal Lady - Pubblicazione: 1976 - Etichetta: EMI - Formati: vinile, musicassetta, CD                                                              | —                               | —                               | —                               | —                               | 16                              | —                               | —                               | —                               | —                               | —                               |                                                                       |
| Olivia Newton-John's Greatest Hits - Pubblicazione: 1977 - Etichetta: MCA - Formati: vinile, musicassetta, CD                                        | 18                              | 163                             | 11                              | 33                              | 5                               | —                               | 24                              | 10                              | 8                               | 13                              | - Stati Uniti: 2x Platino - Regno Unito: Oro - Canada: Platino        |
| Olivia's Greatest Hits Vol. 2 - Pubblicazione: 3 settembre 1982 - Etichetta: MCA - Formati: vinile, musicassetta, CD                                 | 1                               | —                               | 6                               | —                               | 12                              | —                               | —                               | 3                               | —                               | 16                              | - Stati Uniti: 2x Platino - Regno Unito: Platino - Canada: 5x Platino |
| Back to Basics: The Essential Collection 1971-1992 - Pubblicazione: 9 giugno 1992 - Etichetta: Geffen - Formati: vinile, musicassetta, CD            | 15                              | —                               | —                               | —                               | —                               | —                               | —                               | 7                               | 12                              | 121                             | - Stati Uniti: Oro                                                    |
| The Christmas Collection (Olivia Newton-John) - Pubblicazione: 30 ottobre 2001 - Etichetta: Hip-O - Formati: CD                                      | —                               | —                               | —                               | —                               | —                               | —                               | —                               | —                               | —                               | —                               |                                                                       |
| Magic: The Very Best of Olivia Newton-John - Pubblicazione: 11 settembre 2001 - Etichetta: Universal - Formati: CD                                   | —                               | —                               | —                               | —                               | —                               | —                               | —                               | —                               | —                               | 158                             |                                                                       |
| The Definitive Collection - Pubblicazione: 2001 - Etichetta: Universal - Formati: CD, download digitale                                              | —                               | —                               | —                               | —                               | 13                              | 18                              | —                               | —                               | 11                              | —                               | - Regno Unito: Oro                                                    |
| Gold - Pubblicazione: 14 giugno 2005 - Etichetta: Hip-O - Formati: CD, download digitale                                                             | 71                              | —                               | —                               | —                               | —                               | —                               | —                               | —                               | —                               | —                               |                                                                       |
| Hopelessly Devoted: The Hits - Pubblicazione: 8 giugno 2018 - Etichetta: Sony Music Australia - Formati: CD, download digitale                       | 5                               | —                               | —                               | —                               | —                               | —                               | —                               | 40                              | —                               | —                               |                                                                       |
| Just the Two of Us: The Duets Collection (Vol. 1) - Pubblicazione: 5 maggio 2023 - Etichetta: Primary Wave - Formati: vinile, CD, download digitale  | 29                              | 83                              | —                               | —                               | —                               | —                               | —                               | —                               | —                               | —                               |                                                                       |
| Just the Two of Us: The Duets Collection (Vol. 2) - Pubblicazione: 6 ottobre 2023 - Etichetta: Primary Wave - Formati: vinile, CD, download digitale | —                               | —                               | —                               | —                               | —                               | —                               | —                               | —                               | —                               | —                               |                                                                       |
| "—" indica che l'album non si è classificato in quel Paese.                                                                                          |                                 |                                 |                                 |                                 |                                 |                                 |                                 |                                 |                                 |                                 |                                                                       |

### Colonne sonore
| Dettagli | Posizioni massime in classifica | Posizioni massime in classifica | Posizioni massime in classifica | Posizioni massime in classifica | Posizioni massime in classifica | Posizioni massime in classifica | Posizioni massime in classifica | Posizioni massime in classifica | Posizioni massime in classifica | Posizioni massime in classifica | Posizioni massime in classifica | Posizioni massime in classifica | Certificazioni            |
| Dettagli | AUS                             | AUT                             | CAN                             | GER                             | JPN                             | ITA                             | NOR                             | NL                              | NZ                              | SVE                             | UK                              | USA                             | Certificazioni            |
| --- | ------------------------------- | ------------------------------- | ------------------------------- | ------------------------------- | ------------------------------- | ------------------------------- | ------------------------------- | ------------------------------- | ------------------------------- | ------------------------------- | ------------------------------- | ------------------------------- | ------------------------- |
| Grease (con John Travolta) - Pubblicazione: 14 aprile 1978 - Etichetta: RSO, Polydor - Formati: vinile, musicassetta, CD, Stereo8      | 1                               | 1                               | 1                               | 1                               | 1                               | 1                               | 1                               | 1                               | 1                               | 1                               | 1                               | 1                               |                           |
| Xanadu (con gli Electric Light Orchestra) - Pubblicazione: 8 agosto 1980 - Etichetta: MCA - Formati: vinile, musicassetta, CD, Stereo8 | 1                               | 1                               | 2                               | 1                               | 6                               | 10                              | 1                               | 1                               | 8                               | 1                               | 2                               | 4                               | - Stati Uniti: 2x Platino |
| Two of a Kind (con John Travolta) - Pubblicazione: 16 dicembre 1983 - Etichetta: MCA - Formati: vinile, musicassetta, CD, Stereo8      | 35                              | —                               | 32                              | 39                              | 29                              | —                               | —                               | —                               | —                               | —                               | —                               | —                               | - Stati Uniti: Platino    |
| Sordid Lives - Pubblicazione: 11 maggio 2001 - Etichetta: Varèse Sarabande - Formati: CD, download digitale                            | —                               | —                               | —                               | —                               | —                               | —                               | —                               | —                               | —                               | —                               | —                               | —                               |                           |
| Sordid Lives: The Series - Pubblicazione: 1 gennaio 2008 - Etichetta: Varèse Sarabande - Formati: download digitale                    | —                               | —                               | —                               | —                               | —                               | —                               | —                               | —                               | —                               | —                               | —                               | —                               |                           |
| A Few Best Men - Pubblicazione: 20 gennaio 2012 - Etichetta: Universal - Formati: CD, download digitale                                | —                               | —                               | —                               | —                               | —                               | —                               | —                               | —                               | —                               | —                               | —                               | —                               |                           |
| "—" indica che l'album non si è classificato in quel Paese.                                                                            |                                 |                                 |                                 |                                 |                                 |                                 |                                 |                                 |                                 |                                 |                                 |                                 |                           |

### EP
- 1976: A Window to the Sky
- 1977: 4 Sucessos
- 2014: Hotel Sessions

### Box sets
- 1983: Olivia Newton-John Box
- 2010: 40th Anniversary Collection

## Singoli

### Anni 1960-1970
| Anno                                                                          | Titolo                                         | Classifiche | Classifiche | Classifiche | Classifiche | Classifiche | Classifiche | Classifiche | Classifiche | Classifiche | Classifiche | Classifiche | Classifiche | Classifiche | Classifiche | Classifiche | Certificazioni                                          | Album di provenienza        |
| Anno                                                                          | Titolo                                         | AUS         | AUT         | BEL         | CAN         | GER         | ITA         | NOR         | NL          | NZ          | SVE         | CH          | UK          | USA         | USA A/C     | USA Country | Certificazioni                                          | Album di provenienza        |
| ----------------------------------------------------------------------------- | ---------------------------------------------- | ----------- | ----------- | ----------- | ----------- | ----------- | ----------- | ----------- | ----------- | ----------- | ----------- | ----------- | ----------- | ----------- | ----------- | ----------- | ------------------------------------------------------- | --------------------------- |
| 1966                                                                          | Till You Say You'll Be Mine                    | —           | —           | —           | —           | —           | —           | —           | —           | —           | —           | —           | —           | —           | —           | —           |                                                         | —                           |
| 1971                                                                          | If Not for You                                 | 7           | —           | 29          | 3           | —           | —           | 6           | —           | —           | —           | —           | 7           | 25          | 1           | —           |                                                         | If Not for You              |
| 1971                                                                          | Banks of the Ohio                              | 1           | —           | —           | 66          | 13          | —           | —           | —           | —           | —           | —           | 6           | 94          | 34          | —           |                                                         | If Not for You              |
| 1972                                                                          | What Is Life                                   | —           | —           | —           | —           | —           | —           | —           | —           | —           | —           | —           | 16          | —           | 34          | —           |                                                         | Olivia                      |
| 1972                                                                          | Just a Little Too Much                         | —           | —           | —           | —           | —           | —           | —           | —           | —           | —           | —           | —           | —           | —           | —           |                                                         | Olivia                      |
| 1973                                                                          | Take Me Home, Country Roads                    | —           | —           | —           | —           | —           | —           | —           | —           | —           | —           | —           | 15          | —           | —           | —           |                                                         | Let Me Be There             |
| 1973                                                                          | Let Me Be There                                | 11          | —           | —           | 2           | —           | —           | —           | —           | —           | —           | —           | —           | 6           | 3           | 7           | - Stati Uniti: Oro                                      | Let Me Be There             |
| 1974                                                                          | Long Live Love                                 | 11          | —           | 7           | —           | —           | —           | 3           | —           | —           | —           | —           | 11          | —           | —           | —           |                                                         | Long Live Love              |
| 1974                                                                          | If You Love Me (Let Me Know)                   | 2           | —           | —           | 3           | 37          | —           | —           | —           | —           | —           | —           | —           | 5           | 2           | 2           | - Stati Uniti: Oro                                      | If You Love Me, Let Me Know |
| 1974                                                                          | I Honestly Love You                            | 1           | —           | —           | 1           | —           | —           | —           | —           | —           | —           | —           | 22          | 1           | 1           | 6           | - Stati Uniti: Oro                                      | If You Love Me, Let Me Know |
| 1975                                                                          | Have You Never Been Mellow                     | 10          | —           | —           | 1           | —           | —           | —           | —           | 12          | —           | —           | —           | 1           | 1           | 3           | - Stati Uniti: Oro                                      | Have You Never Been Mellow  |
| 1975                                                                          | Please Mr. Please                              | 35          | —           | —           | 1           | —           | —           | —           | —           | 7           | —           | —           | —           | 3           | 1           | 5           | - Stati Uniti: Oro                                      | Have You Never Been Mellow  |
| 1975                                                                          | Follow Me                                      | —           | —           | —           | —           | —           | —           | —           | —           | —           | —           | —           | —           | —           | —           | —           |                                                         | Have You Never Been Mellow  |
| 1975                                                                          | Something Better to Do                         | 60          | —           | —           | 26          | —           | —           | —           | —           | 40          | —           | —           | —           | 13          | 1           | 19          |                                                         | Clearly Love                |
| 1975                                                                          | Let It Shine                                   | —           | —           | —           | 17          | —           | —           | —           | —           | —           | —           | —           | —           | 30          | 1           | 5           |                                                         | Clearly Love                |
| 1976                                                                          | Come on Over                                   | 55          | —           | —           | 22          | —           | —           | —           | —           | 3           | —           | —           | —           | 23          | 1           | 5           |                                                         | Come on Over                |
| 1976                                                                          | Jolene                                         | 29          | —           | —           | —           | —           | —           | —           | —           | —           | —           | —           | —           | —           | —           | —           |                                                         | Come on Over                |
| 1976                                                                          | Don't Stop Believin'                           | 93          | —           | —           | 37          | —           | —           | —           | —           | 34          | —           | —           | —           | 33          | 1           | 14          |                                                         | Don't Stop Believin'        |
| 1976                                                                          | Every Face Tells a Story                       | —           | —           | —           | 58          | —           | —           | —           | —           | —           | —           | —           | —           | 55          | 6           | 21          |                                                         | Don't Stop Believin'        |
| 1977                                                                          | Sam                                            | 56          | —           | —           | 24          | —           | —           | —           | —           | 16          | —           | —           | 6           | 20          | 1           | 40          |                                                         | Don't Stop Believin'        |
| 1977                                                                          | Making a Good Thing Better                     | —           | —           | —           | —           | —           | —           | —           | —           | —           | —           | —           | —           | 87          | 20          | —           |                                                         | Making a Good Thing Better  |
| 1977                                                                          | Don't Cry for Me Argentina                     | 32          | —           | —           | —           | —           | —           | —           | —           | —           | —           | —           | —           | —           | —           | —           |                                                         | Making a Good Thing Better  |
| 1978                                                                          | You're the One That I Want (con John Travolta) | 1           | 2           | 1           | 2           | 1           | 2           | 1           | 1           | 1           | 1           | 1           | 1           | 1           | 23          | —           | - Stati Uniti: Platino - Regno Unito: Platino           | Grease                      |
| 1978                                                                          | Hopelessly Devoted to You                      | 2           | —           | 1           | 1           | —           | —           | —           | 1           | 6           | —           | —           | 2           | 3           | 7           | 20          | - Stati Uniti: Platino - Regno Unito: Oro - Canada: Oro | Grease                      |
| 1978                                                                          | Summer Nights (con John Travolta)              | 6           | 1           | 1           | 4           | 4           | 3           | 2           | 1           | 3           | 3           | 7           | 1           | 5           | 21          | —           | - Stati Uniti: Oro - Regno Unito: Platino - Canada: Oro | Grease                      |
| 1978                                                                          | A Little More Love                             | 9           | —           | 4           | 2           | 34          | —           | 6           | 4           | 7           | 12          | —           | 4           | 3           | 4           | 94          | - Stati Uniti: Oro - Regno Unito: Argento - Canada: Oro | Totally Hot                 |
| 1979                                                                          | Deeper Than the Night                          | 74          | —           | 30          | 18          | —           | —           | —           | —           | —           | —           | —           | 64          | 11          | 4           | 87          |                                                         | Totally Hot                 |
| 1979                                                                          | Totally Hot                                    | —           | —           | 16          | 92          | —           | —           | —           | 46          | —           | —           | —           | —           | 52          | —           | —           |                                                         | Totally Hot                 |
| 1979                                                                          | Dancin' 'Round and 'Round                      | —           | —           | 16          | 92          | —           | —           | —           | 46          | —           | —           | —           | —           | 82          | 25          | 29          |                                                         | Totally Hot                 |
| "—" indica una pubblicazione non classificata o non pubblicata in quel Paese. |                                                |             |             |             |             |             |             |             |             |             |             |             |             |             |             |             |                                                         |                             |

### Anni 1980
| Anno                                                                          | Titolo                                    | Classifiche | Classifiche | Classifiche | Classifiche | Classifiche | Classifiche | Classifiche | Classifiche | Classifiche | Classifiche | Classifiche | Classifiche | Classifiche | Classifiche | Certificazioni                                | Album di provenienza          |
| Anno                                                                          | Titolo                                    | AUS         | AUT         | BEL         | CAN         | GER         | ITA         | NOR         | NL          | NZ          | SVE         | CH          | UK          | USA         | USA A/C     | Certificazioni                                | Album di provenienza          |
| ----------------------------------------------------------------------------- | ----------------------------------------- | ----------- | ----------- | ----------- | ----------- | ----------- | ----------- | ----------- | ----------- | ----------- | ----------- | ----------- | ----------- | ----------- | ----------- | --------------------------------------------- | ----------------------------- |
| 1980                                                                          | I Can't Help It (con Andy Gibb)           | 62          | —           | —           | 12          | —           | —           | —           | —           | —           | —           | —           | —           | 12          | 8           |                                               | After Dark                    |
| 1980                                                                          | Rest Your Love on Me (con Andy Gibb)      | —           | —           | —           | —           | —           | —           | —           | —           | —           | —           | —           | —           | —           | —           |                                               | After Dark                    |
| 1980                                                                          | Magic                                     | 4           | 20          | 18          | 1           | 36          | —           | —           | 13          | 4           | 12          | —           | 32          | 1           | 1           | - Stati Uniti: Oro                            | Xanadu                        |
| 1980                                                                          | Xanadu (con gli Electric Light Orchestra) | 2           | 1           | 1           | 6           | 1           | —           | 1           | 1           | 8           | 3           | 2           | 1           | 8           | 2           | - Regno Unito: Argento                        | Xanadu                        |
| 1980                                                                          | Suddenly (con Cliff Richard)              | 37          | —           | —           | 60          | —           | —           | —           | —           | 30          | —           | —           | 15          | 20          | 4           |                                               | Xanadu                        |
| 1981                                                                          | Physical                                  | 1           | 7           | 1           | 1           | 4           | 13          | —           | 6           | 1           | 15          | 1           | 7           | 1           | 29          | - Stati Uniti: Platino - Regno Unito: Argento | Physical                      |
| 1982                                                                          | Make a Move on Me                         | 8           | —           | —           | 4           | 38          | —           | —           | 49          | 22          | —           | —           | 43          | 5           | 6           | - Canada: Oro                                 | Physical                      |
| 1982                                                                          | Landslide                                 | —           | —           | 18          | —           | —           | —           | —           | 39          | —           | —           | —           | 18          | 52          | —           |                                               | Physical                      |
| 1982                                                                          | Heart Attack                              | 22          | 7           | 34          | 2           | 51          | —           | 5           | —           | 11          | —           | —           | 46          | 3           | —           | - Canada: Oro                                 | Olivia's Greatest Hits Vol. 2 |
| 1983                                                                          | Tied Up                                   | 54          | —           | —           | 43          | —           | —           | —           | —           | —           | —           | —           | —           | 38          | —           |                                               | Olivia's Greatest Hits Vol. 2 |
| 1983                                                                          | Twist of Fate                             | 4           | —           | 33          | 4           | —           | —           | —           | 42          | 22          | —           | 20          | 57          | 5           | —           | - Canada: Oro                                 | Two of a Kind                 |
| 1984                                                                          | Livin' in Desperate Times                 | 81          | —           | —           | 13          | —           | —           | —           | —           | —           | —           | —           | —           | 31          | —           |                                               | Two of a Kind                 |
| 1984                                                                          | Take a Chance (con John Travolta)         | —           | —           | —           | —           | —           | —           | —           | —           | —           | —           | —           | —           | —           | 3           |                                               | Two of a Kind                 |
| 1985                                                                          | Soul Kiss                                 | 20          | —           | —           | 21          | —           | —           | —           | 38          | —           | —           | —           | 100         | 20          | 20          |                                               | Soul Kiss                     |
| 1986                                                                          | Toughen Up                                | 69          | —           | —           | —           | —           | —           | —           | —           | —           | —           | —           | —           | —           | —           |                                               | Soul Kiss                     |
| 1986                                                                          | The Best of Me (con David Foster)         | —           | —           | —           | 17          | —           | —           | —           | —           | —           | —           | —           | —           | 80          | 6           |                                               | David Foster                  |
| 1988                                                                          | The Rumour                                | 35          | —           | —           | 50          | 36          | —           | —           | —           | —           | —           | —           | 85          | 62          | 33          |                                               | The Rumour                    |
| 1988                                                                          | Can't We Talk It Over in Bed              | —           | —           | —           | —           | —           | —           | —           | —           | —           | —           | —           | —           | —           | —           |                                               | The Rumour                    |
| 1989                                                                          | Reach Out for Me                          | 153         | —           | —           | —           | —           | —           | —           | —           | —           | —           | —           | —           | —           | 32          |                                               | Warm and Tender               |
| 1989                                                                          | When You Wish Upon a Star                 | —           | —           | —           | —           | —           | —           | —           | —           | —           | —           | —           | —           | —           | —           |                                               | Warm and Tender               |
| "—" indica una pubblicazione non classificata o non pubblicata in quel Paese. |                                           |             |             |             |             |             |             |             |             |             |             |             |             |             |             |                                               |                               |

### Anni 1990
| Anno                                                                          | Titolo                                                         | Classifiche | Classifiche | Classifiche | Classifiche | Classifiche | Classifiche | Classifiche | Classifiche | Classifiche | Classifiche | Classifiche | Classifiche | Classifiche | Album di provenienza                               |
| Anno                                                                          | Titolo                                                         | AUS         | AUT         | BEL         | CAN         | GER         | NOR         | NL          | NZ          | SVE         | CH          | UK          | USA         | USA A/C     | Album di provenienza                               |
| ----------------------------------------------------------------------------- | -------------------------------------------------------------- | ----------- | ----------- | ----------- | ----------- | ----------- | ----------- | ----------- | ----------- | ----------- | ----------- | ----------- | ----------- | ----------- | -------------------------------------------------- |
| 1990                                                                          | The Grease Megamix (con John Travolta)                         | 1           | 26          | 8           | 50          | 42          | 5           | 3           | 7           | 35          | —           | 3           | —           | —           | —                                                  |
| 1991                                                                          | Grease: The Dream Mix (con Frankie Valli e John Travolta)      | —           | —           | 28          | —           | —           | —           | 11          | —           | —           | —           | 47          | —           | —           | —                                                  |
| 1992                                                                          | I Need Love                                                    | 109         | —           | —           | —           | —           | —           | —           | —           | —           | —           | 75          | 96          | —           | Back to Basics: The Essential Collection 1971–1992 |
| 1992                                                                          | Deeper Than a River                                            | 136         | —           | —           | —           | —           | —           | —           | —           | —           | —           | —           | —           | 20          | Back to Basics: The Essential Collection 1971–1992 |
| 1994                                                                          | No Matter What You Do                                          | 35          | —           | —           | —           | —           | —           | —           | —           | —           | —           | —           | —           | —           | Gaia: One Woman's Journey                          |
| 1995                                                                          | Don't Cut Me Down"                                             | 193         | —           | —           | —           | —           | —           | —           | —           | —           | —           | —           | —           | —           | Gaia: One Woman's Journey                          |
| 1995                                                                          | Had to Be (con Cliff Richard)                                  | —           | —           | —           | —           | —           | —           | —           | —           | —           | —           | 22          | —           | —           | Songs from Heathcliff                              |
| 1998                                                                          | You're the One That I Want (Martian remix) (con John Travolta) | 27          | 26          | 33          | —           | —           | —           | 62          | —           | —           | 34          | 4           | —           | —           | Grease: The Remix EP                               |
| 1998                                                                          | I Honestly Love You (1998 version)                             | 111         | —           | —           | —           | —           | —           | —           | —           | —           | —           | —           | —           | 18          | Back with a Heart                                  |
| 1998                                                                          | Back with a Heart                                              | 215         | —           | —           | —           | —           | —           | —           | —           | —           | —           | —           | —           | —           | Back with a Heart                                  |
| 1998                                                                          | Precious Love                                                  | 215         | —           | —           | —           | —           | —           | —           | —           | —           | —           | —           | —           | —           | Back with a Heart                                  |
| "—" indica una pubblicazione non classificata o non pubblicata in quel Paese. |                                                                |             |             |             |             |             |             |             |             |             |             |             |             |             |                                                    |

### Anni 2000
| Anno                                                                          | Titolo                                 | Classifiche | Classifiche | Classifiche | Album di provenienza |
| Anno                                                                          | Titolo                                 | AUS         | CAN         | USA A/C     | Album di provenienza |
| ----------------------------------------------------------------------------- | -------------------------------------- | ----------- | ----------- | ----------- | -------------------- |
| 2000                                                                          | Change of Heart (con Jim Brickman)     | —           | —           | —           | My Romance           |
| 2001                                                                          | Valentine (con Jim Brickman)           | —           | —           | —           | My Romance           |
| 2006                                                                          | Instrument of Peace                    | —           | —           | 30          | Grace and Gratitude  |
| 2007                                                                          | Christmas on My Radio                  | —           | —           | —           | Christmas Wish       |
| 2008                                                                          | Angel in the Wings (con Jann Arden)    | —           | 28          | —           | Christmas Wish       |
| 2009                                                                          | Hope Is Always Here (con David Foster) | —           | —           | —           | Christmas Wish       |
| "—" indica una pubblicazione non classificata o non pubblicata in quel Paese. |                                        |             |             |             |                      |

### Anni 2010-2020
| Anno                                                                          | Titolo                                                | Classifiche | Album di provenienza                              |
| Anno                                                                          | Titolo                                                | AUS         | Album di provenienza                              |
| ----------------------------------------------------------------------------- | ----------------------------------------------------- | ----------- | ------------------------------------------------- |
| 2010                                                                          | Help Me to Heal                                       | —           | Grace and Gratitude: Renewed                      |
| 2011                                                                          | Magic (Peach & Murphy mix) (ft. Wacci)                | 79          | —                                                 |
| 2011                                                                          | When You Wish Upon a Star (2011 version)              | —           | —                                                 |
| 2021                                                                          | Window in the Wall (con Chloe Lattanzi)               | —           | Just the Two of Us: The Duets Collection (Vol. 1) |
| 2021                                                                          | Put Your Head on My Shoulder (con Paul Anka)          | —           | Just the Two of Us: The Duets Collection (Vol. 1) |
| 2022                                                                          | Valentine (25th Anniversaru Remix) (con Jim Brickman) | —           | —                                                 |
| 2023                                                                          | Jolene (re-recorded) (con Dolly Parton)               | —           | Just The Two of Us: The Duets Collection (Vol. 1) |
| "—" indica una pubblicazione non classificata o non pubblicata in quel Paese. |                                                       |             |                                                   |

### Comparse
| Anno                                                                          | Titolo                                                                     | Classifiche | Classifiche | Classifiche | Classifiche | Classifiche | Album di provenienza                   |
| Anno                                                                          | Titolo                                                                     | AUS         | CAN         | UK          | USA         | USA Dance   | Album di provenienza                   |
| ----------------------------------------------------------------------------- | -------------------------------------------------------------------------- | ----------- | ----------- | ----------- | ----------- | ----------- | -------------------------------------- |
| 2010                                                                          | Physical (Il cast di Glee feat. Olivia Newton-John)                        | 88          | 62          | 56          | 89          | —           | Glee: The Music, Volume 3 Showstoppers |
| 2014                                                                          | I Touch Myself (come parte del I Touch Myself Project)                     | 72          | —           | —           | —           | —           | I Touch Myself                         |
| 2015                                                                          | You Have to Believe (David Audé feat. Olivia Newton-John e Chloe Lattanzi) | —           | —           | —           | —           | 1           | —                                      |
| "—" indica una pubblicazione non classificata o non pubblicata in quel Paese. |                                                                            |             |             |             |             |             |                                        |